# Plaque occlusale transparente

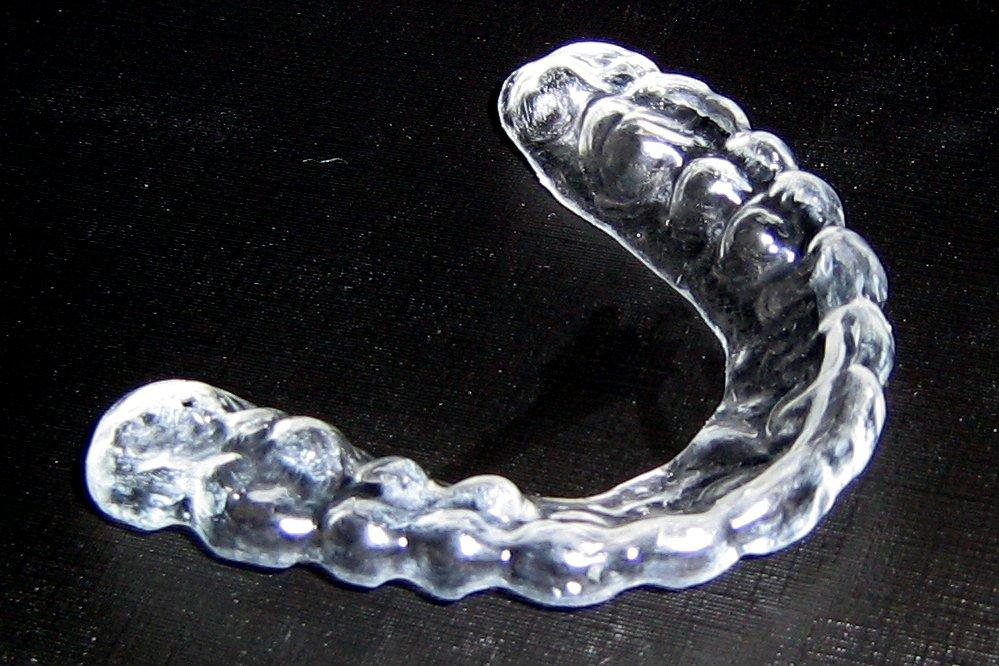
Une plaque occlusale translucide.

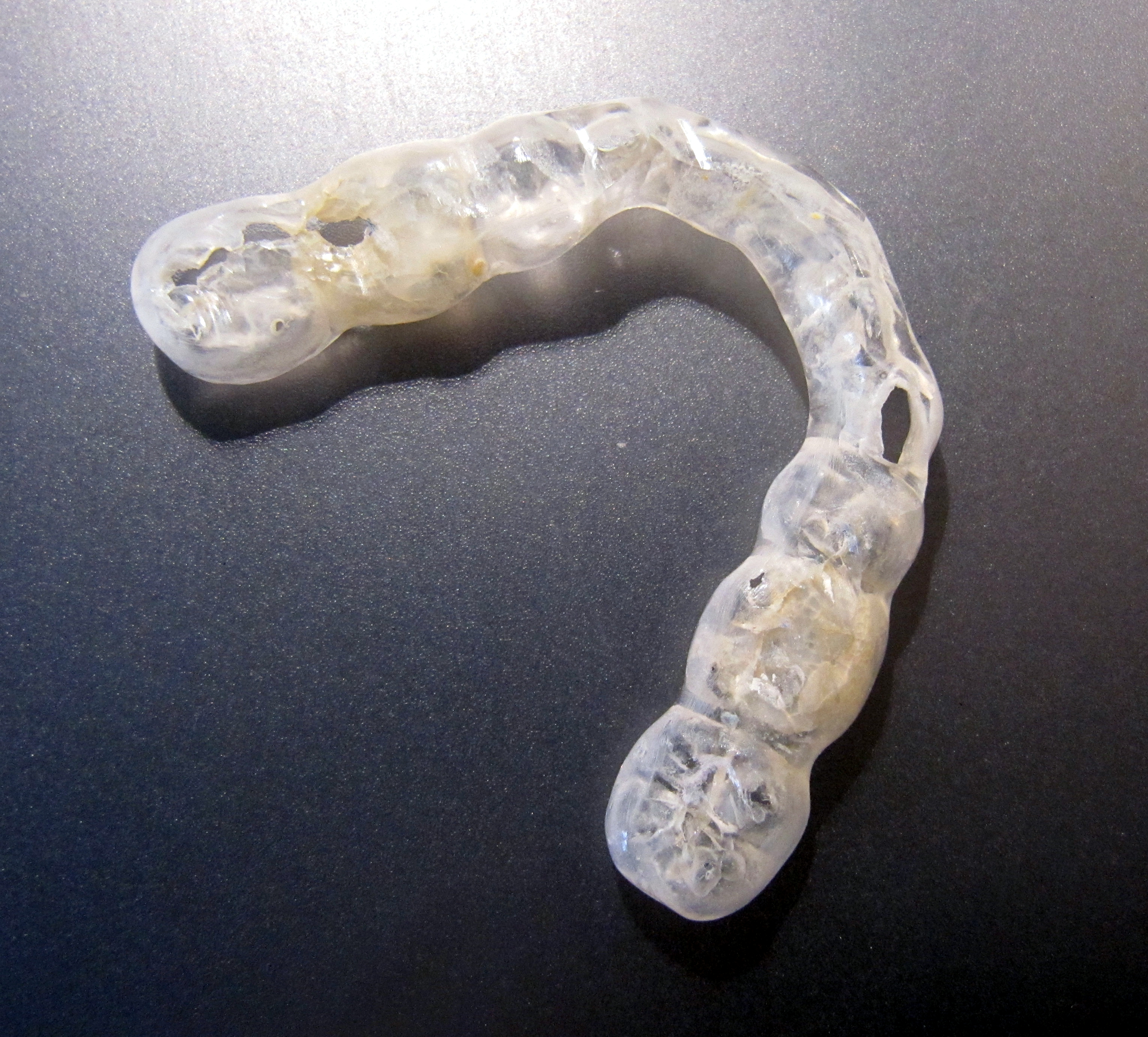
Une plaque occlusale après 8 ans d'utilisation.

La plaque occlusale transparente, ou gouttière occlusale transparente,, ou appareil dentaire invisible, est une plaque occlusale utilisée en orthodontie « invisible » comme traitement pour aligner les dents. C'est une alternative aux bagues dentaires.

## Description
Plusieurs entreprises produisent des plaques occlusales transparentes : Orthoclear, Align-Technology avec Invisalign,, ClearCorrect, Deep Company avec DEEP ALigneurs ainsi que les prothésistes dentaire spécialisés en orthodontie.
En 2015, le leader sur le marché est Invisalign.
En France en 2017, le leader sur le marché est Biotech Dental.